# Saison 2013-2014 de l'Union sportive arlequins perpignanais
Pour la saison 2013-2014, l' Union sportive arlequins Perpignan-Roussillon dispute le Top 14 et la H-Cup

## Entraîneurs
L'équipe professionnelle est entraînée par Marc Delpoux, en tant que manager sportif, secondé par Giampiero de Carli (avants) et Patrick Arlettaz (arrières).

## Effectif professionnel
| Nom                   | Poste                  | Naissance         | Nationalité sportive | International | Dernier club                         | Arrivée au club (année) |
| --------------------- | ---------------------- | ----------------- | -------------------- | ------------- | ------------------------------------ | ----------------------- |
| Sona Taumalolo        | Pilier                 | 13 novembre 1981  | Tonga                |               | Chiefs                               | 2012                    |
| Kisi Pulu             | Pilier                 | 31 janvier 1978   | Tonga                |               | SC Albi                              | 2007                    |
| Ion Paulică           | Pilier                 | 10 janvier 1983   | Roumanie             |               | London Welsh                         | 2013                    |
| Giorgi Jgenti         | Pilier                 | 13 novembre 1985  | Géorgie              |               | Montpellier HR                       | 2013                    |
| Sébastien Taofifenua  | Pilier                 | 21 mars 1991      | France               | -             | Limoges                              | 2008                    |
| Guilhem Guirado       | Talonneur              | 17 juin 1986      | France               |               | RC Arles-sur-Tech - Amélie-les-Bains | 2000                    |
| Romain Terrain        | Talonneur              | 22 août 1981      | France               | -             | Biarritz olympique                   | 2012                    |
| Maxime Delonca        | Talonneur              | 29 avril 1988     | France               | -             | Étoile sportive catalane             | 2006                    |
| Raphaël Carbou        | Talonneur              | 6 septembre 1992  | France               | -             | RC Narbonne                          | 2010                    |
| Luke Charteris        | Deuxième ligne         | 9 mars 1983       | Pays de Galles       |               | Newport Gwent Dragons                | 2012                    |
| Justin Purll          | Deuxième ligne         | 13 novembre 1979  | Australie            | -             | Union Bordeaux Bègles                | 2013                    |
| Guillaume Vilaceca    | Deuxième ligne         | 7 novembre 1983   | France               | -             | Céret sportif                        | 2007                    |
| Romain Taofifenua     | Deuxième ligne         | 14 septembre 1990 | France               |               | Formé au club                        | -                       |
| Sébastien Vahaamahina | Deuxième ligne         | 21 octobre 1991   | France               |               | CA Brive                             | 2011                    |
| Jean-Pierre Pérez     | Troisième ligne aile   | 3 avril 1984      | France               | -             | Formé au club                        | -                       |
| Alasdair Strokosch    | Troisième ligne aile   | 21 février 1983   | Écosse               |               | Gloucester RFC                       | 2012                    |
| Daniel Leo            | Troisième ligne aile   | 2 octobre 1982    | Samoa                |               | Union Bordeaux Bègles                | 2012                    |
| Bertrand Guiry        | Troisième ligne aile   | 30 juillet 1988   | France               | -             | Formé au club                        | -                       |
| Henry Tuilagi         | Troisième ligne centre | 12 août 1976      | Samoa                |               | Leicester Tigers                     | 2007                    |
| Luke Narraway         | Troisième ligne centre | 7 septembre 1983  | Angleterre           |               | Gloucester RFC                       | 2012                    |
| Karl Château          | Troisième ligne centre | 15 juin 1992      | France               | -             | Stade toulousain                     | 2013                    |
| Florian Cazenave      | Demi de mêlée          | 30 décembre 1989  | France               | -             | Formé au club                        | -                       |
| Dewaldt Duvenage      | Demi de mêlée          | 22 mai 1988       | Afrique du Sud       | -             | Stormers                             | 2013                    |
| Tom Ecochard          | Demi de mêlée          | 14 décembre 1992  | France               | -             | RC Narbonne                          | 2010                    |
| James Hook            | Demi d'ouverture       | 27 juin 1985      | Pays de Galles       |               | Ospreys                              | 2011                    |
| Camille Lopez         | Demi d'ouverture       | 3 avril 1989      | France               |               | Union Bordeaux Bègles                | 2013                    |
| Tommaso Allan         | Demi d'ouverture       | 26 avril 1993     | Écosse               | -             | Edinburgh Rugby                      | 2013                    |
| Watisoni Votu         | Trois-quarts aile      | 25 mars 1985      | Fidji                |               | Exeter Chiefs                        | 2013                    |
| Sione Piukala         | Trois-quarts aile      | 6 août 1985       | Tonga                |               | Eastwood                             | 2012                    |
| David Marty           | Trois-quarts centre    | 30 octobre 1982   | France               |               | Entente Canet - Sainte-Marie         | 2000                    |
| Gavin Hume            | Trois-quarts centre    | 25 mars 1980      | Afrique du Sud       | -             | Stormers                             | 2004                    |
| Lifeimi Mafi          | Trois-quarts centre    | 15 août 1982      | Nouvelle-Zélande     | -             | Munster                              | 2012                    |
| Julien Fritz          | Trois-quarts centre    | 10 janvier 1990   | France               | -             | Lyon OU                              | 2010                    |
| Tommaso Benvenuti     | Trois-quarts centre    | 12 décembre 1990  | Italie               |               | Benetton Trévise                     | 2013                    |
| Wandile Mjekevu       | Trois-quarts centre    | 7 janvier 1991    | Afrique du Sud       | -             | Lions                                | 2013                    |
| Joffrey Michel        | Arrière                | 4 mars 1987       | France               | -             | Castres olympique                    | 2008                    |
| Sofiane Guitoune      | Arrière                | 7 mars 1989       | France               | -             | SC Albi                              | 2012                    |
| Richard Haughton      | Arrière                | 8 novembre 1980   | Angleterre           | -             | London Wasps                         | 2012                    |

## Détail de la saison

### Pré-saison
| Date du match | Domicile   | Extérieur    | Score | Lieu du match            | Catégorie    |
| ------------- | ---------- | ------------ | ----- | ------------------------ | ------------ |
| 1er août 2013 | USAP       | ASM Clermont | 14-14 | Stade Aimé Giral         | Match amical |
| 8 août 2013   | AS Béziers | USAP         | 12-28 | Stade de la Méditerranée | Match amical |

### Calendrier[3]
| - USA Perpignan – Castres olympique : 26 - 23 - USA Perpignan – Stade français : 27 - 28 - Aviron bayonnais – USA Perpignan : 31 - 20 - USA Perpignan – Football club de Grenoble rugby : 36 - 13 - Racing Métro 92 – USA Perpignan : 19 - 16 - USA Perpignan – Montpellier HRC : 28 - 16 - CA Brive – USA Perpignan : 31 - 6 - USA Perpignan – Stade toulousain : 20 - 16 - Biarritz olympique – USA Perpignan : 12 - 16 - USA Perpignan – Union Bordeaux Bègles : 31 - 20 - Union sportive Oyonnax rugby – USA Perpignan : 22 - 9 - RC Toulon – USA Perpignan : 15 - 9 - USA Perpignan – ASM Clermont Auvergne : 23 - 30 | - Castres olympique – USA Perpignan : 37 - 13 - Stade français – USA Perpignan : 19 - 12 - USA Perpignan – Aviron bayonnais : 20 - 8 - Football club de Grenoble rugby – USA Perpignan : 25 - 19 - USA Perpignan – Racing Métro 92 : 19 - 19 - Montpellier HRC – USA Perpignan : 50 - 19 - USA Perpignan – CA Brive : 12 - 6 - Stade toulousain – USA Perpignan : 37 - 9 - USA Perpignan – Biarritz olympique : 16 - 10 - Union Bordeaux Bègles – USA Perpignan : 23 - 5 - USA Perpignan – Union sportive Oyonnax rugby : 22 - 12 - USA Perpignan – RC Toulon : 31 - 46 - ASM Clermont Auvergne – USA Perpignan : 25 - 22 |

Avec 10 victoires, 1 match nul et 15 défaites et un total de 51 points l'USA Perpignan termine à la 13e place et est relégué en Pro D2 pour la saison 2014-2015.

### Heineken Cup
Dans la Heineken Cup l'USA Perpignan fait partie de la poule 6 et sera opposé aux Anglais de Gloucester Rugby, aux Écossais de Edinburgh Rugby et aux Irlandais du Munster Rugby.
| - 12/10/13; Gloucester Rugby - USA Perpignan : 27 - 22 - 20/10/13; USA Perpignan - Edinburgh Rugby : 31 - 14 - 08/12/13; Munster Rugby - USA Perpignan : 36 - 8 | - 14/12/13; USA Perpignan - Munster Rugby : 17 - 18 - 12/01/14; Edinburgh Rugby - USA Perpignan : 27 - 16 - 19/01/14; USA Perpignan - Gloucester Rugby : 18 - 36 |

Avec 1 victoire et 5 défaites, l'Union sportive arlequins perpignanais termine 4e de la poule 6 et n'est pas qualifié.

### L'extra sportif
Venu sans faire mystère de son intention de se représenter à l'élection municipale suivante, le nouveau Président François Rivière, homme d'affaires avisé, injecte de l'argent dans le club, par l'intermédiaire de ses sociétés. il recrute l'ancien Directeur de cabinet de l'ancien maire, Fabrice Villard. Le mélange politique-sport ne réussira pas et, avec un effectif qui faisait rêver toute l'Europe, le Club qui était depuis toujours dans l'élite, connaitra sa 1ère descente en D2. Le manager Marc Delpoux et le staff sont depuis en conflit. Notamment concernant les raisons de cette descente qui semble inexplicable vue de l'extérieur.

## Statistiques

### Statistiques collectives Top 14
Attaque
- 486 points marqués (35 essais, 25 transformations, 82 pénalités, 5 drops)

Défense
- 593 points encaissés (48 essais, 40 transformations, 86 pénalités, 5 drops)

### Statistiques individuelles Top 14
Meilleur réalisateur
- James Hook avec 248 points en Top 14 (0 essai, 22 transformations, 65 pénalités et 3 drops)

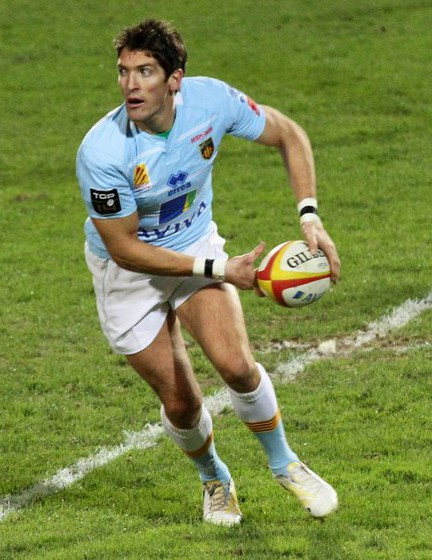
James Hook